# Parafia Chrystusa Króla w Jarosławiu
Parafia Chrystusa Króla w Jarosławiu – rzymskokatolicka parafia należąca do dekanatu Jarosław II, w archidiecezji przemyskiej.

## Historia
22 czerwca 1981 roku bp Ignacy Tokarczuk w domu Sióstr Niepokalanek przedstawił projekt utworzenia nowego ośrodka duszpasterskiego na osiedlu Kombatantów, a siostry udostępniły salę na tymczasową kaplicę. Pod koniec czerwca zakupiono działkę przy ul. 3 Maja pod nowy kościół. 15 sierpnia 1981 roku konspiracyjnie zbudowano drewnianą kaplicę, którą poświęcił bp Stanisław Jakiel.
Następnie w czasie trzech miesięcy zbudowano murowaną kaplicę, bez pozwolenia, którą 4 grudnia 1981 roku poświęcił bp Ignacy Tokarczuk. 1 stycznia 1982 roku została erygowana parafia pw. Chrystusa Króla, z wydzielonego terytorium parafii NMP Królowej Polski w Jarosławiu, a pierwszym proboszczem został ks. Antoni Ślusarczyk. W dalszym ciągu czyniono przygotowania do budowy kościoła, na który dopiero w 1987 roku otrzymano zezwolenie. 
W kwietniu 1988 roku rozpoczęto budowę kościoła, według projektu arch. dr Jacka Gyurkovicha, a 11 grudnia 1988 roku został poświęcony kamień węgielny. 1 stycznia 1993 roku do parafii przyłączono osiedla 1000-lecia i Słoneczne. 20 listopada 1999 roku odbyła się konsekracja kościoła, której dokonał abp Józef Michalik.
Na terenie parafii jest 3 800 wiernych (w tym: Jarosław, Munina (część).
Proboszczowie parafii:
1982–1992. ks. Antoni Ślusarczyk.
1992– nadal ks. prał. Andrzej Surowiec.

## Klasztor Sióstr Niepokalanek
W 1873 roku Matka Marcelina Darowska (CSIS), założycielka Zgromadzenia Sióstr Niepokalanego Poczęcia Najświętszej Maryi Panny, zakupiła plac pod budowę budynku klasztorno-szkolnego. 
W latach 1873–1875 klasztor i szkoła zostały zbudowane. 27 września 1876 roku ks. Ignacy Łobos poświęcił kaplicę klasztorną pw. Niepokalanego Poczęcia Najświętszej Maryi Panny.

## Zasięg parafii
- Jarosław – ulice: Basztowa, Boczna, Słoneczna, Dziewiarska, Głęboka, 3 Maja (nr 51-124), Oś. Kombatantów, Oś. Niepodległości, Oś. Słoneczne, Oś. Tysiąclecia, Morawska, Na Skarpie, Południowa, Przyklasztorna, Słoneczna, Spółdzielcza, Stojałowskiego, Włókiennicza, Wodna, Żołnierska.
- Munina – ulice: Południowa (nr 93-160), 3 Maja (nr 2-17), Włókiennicza (nr 1-26), Dziewiarska (nr 1-7a)[4].